# Loure
A loure francia eredetű néptánc, mely a műzenében a barokk színpadi művek balett betétje és a 18. századi, barokk szvitek méltóságteljes, sarabande-hoz hasonló tánctétele is. A loure elnevezést használják ugyanakkor a normandiai dudaszerű fúvós hangszerre is.
A feltételezhetően normandiai eredetű 6/4-es vagy 3/4-es ütemmutatójú népi tánc hangsúlya az ütem első hangján van, mely jellegzetes - rövid+hosszú, nyolcad + negyed - felütéssel kezdődik. A tánc előadásmódjának egyik sajátsága a pontozott hangok csúsztatása, „loure”.

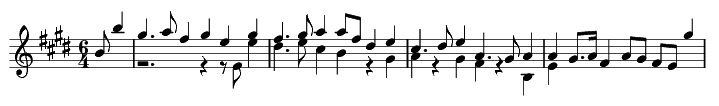
Zenei példa a loure-ra, J. S. Bach: E-dúr parirtájának hatodik tétele (BWV 1006)

## Műzene
Johann Gottfried Walther német zenetudós 1732-ben közreadott zenei lexikonjában,  (Musicalisches Lexicon, Leipzig, 1732)  ír a loure jellegzetes, pontozott ritmusáról.
Lully műveiben, pl. Alceste című operájában, ill. J. S. Bach műveiben, pl. a Francia szvit no. 5. hatodik tétele, és E-dúr partitájában (BWV 1006) találunk jellegzetes zenei példát a loure-ra.

## Fordítás
- Ez a szócikk részben vagy egészben  a   Loure című angol Wikipédia-szócikk ezen változatának fordításán alapul.  Az eredeti cikk szerkesztőit annak laptörténete sorolja fel. Ez a jelzés csupán a megfogalmazás eredetét és a szerzői jogokat jelzi, nem szolgál a cikkben szereplő információk forrásmegjelöléseként.